# Torleiv Corneliussen

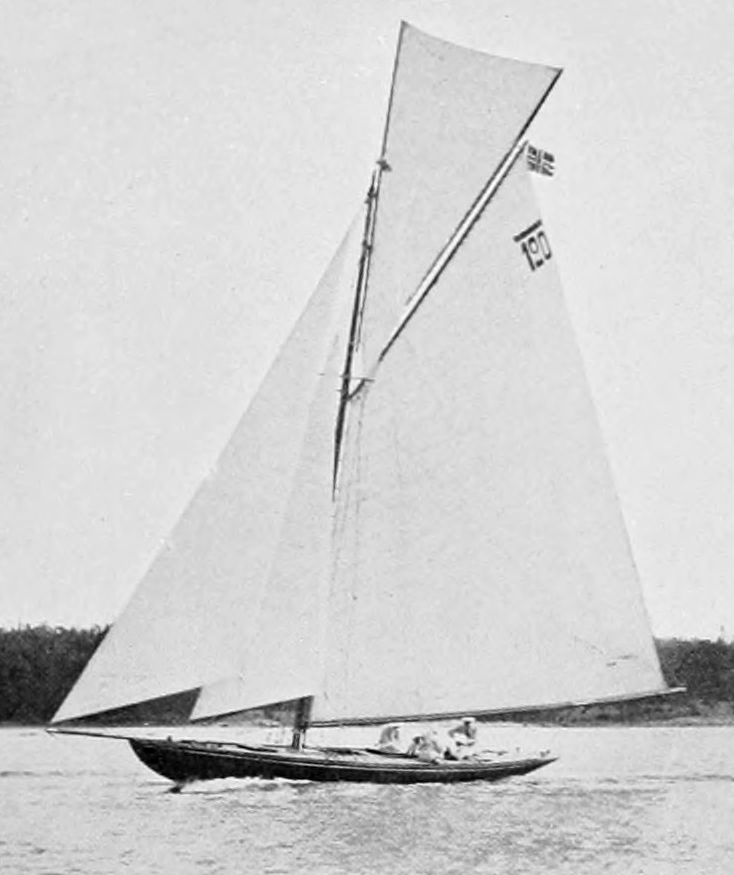
Jacht Taifun

Torleiv Schibsted Corneliussen (ur. 25 lipca 1890 w Kristianii, zm. 29 kwietnia 1975 w Oslo) – norweski żeglarz, olimpijczyk, zdobywca złotego medalu w regatach na Letnich Igrzyskach Olimpijskich 1912 w Sztokholmie.
Na Letnich Igrzyskach Olimpijskich 1912 zdobył złoto w żeglarskiej klasie 8 metrów. Załogę jachtu Taifun tworzyli również Christian Jebe, Thoralf Glad, Thomas Aass i Andreas Brecke.